# Тегквиц
Тегквиц (нем. Tegkwitz) — посёлок в Германии, в земле Тюрингия, входит в район Альтенбург в составе коммуны Штаркенберг.
Население составляет 321 человек (на 31 декабря 2007 года). Занимает площадь 4,73 км².

## История
Первое упоминание о поселении, встречается в документах короля Конрада III от 13 марта 1143 года.
1 декабря 2008 года коммуны Тегквиц и Наундорф, были поглащены коммуной Штаркенберг. Все входящие в коммуну Тегквиц поселения: посёлок Тегквиц, деревни Брезен(de), Креучен(de), Мисельвич(de) — стали частью коммуны Штаркенберг.

## Галерея

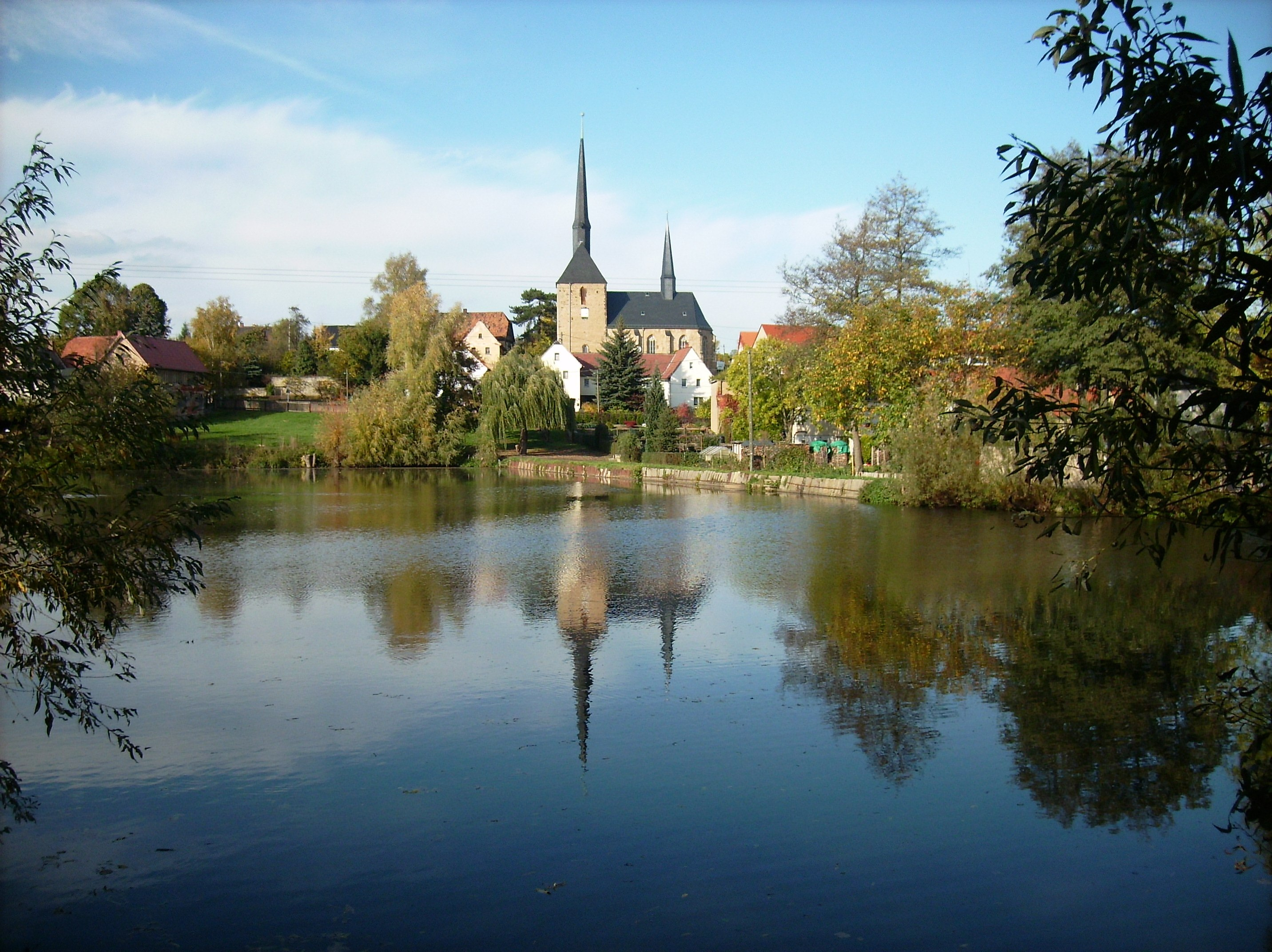
Церковь Тегквица
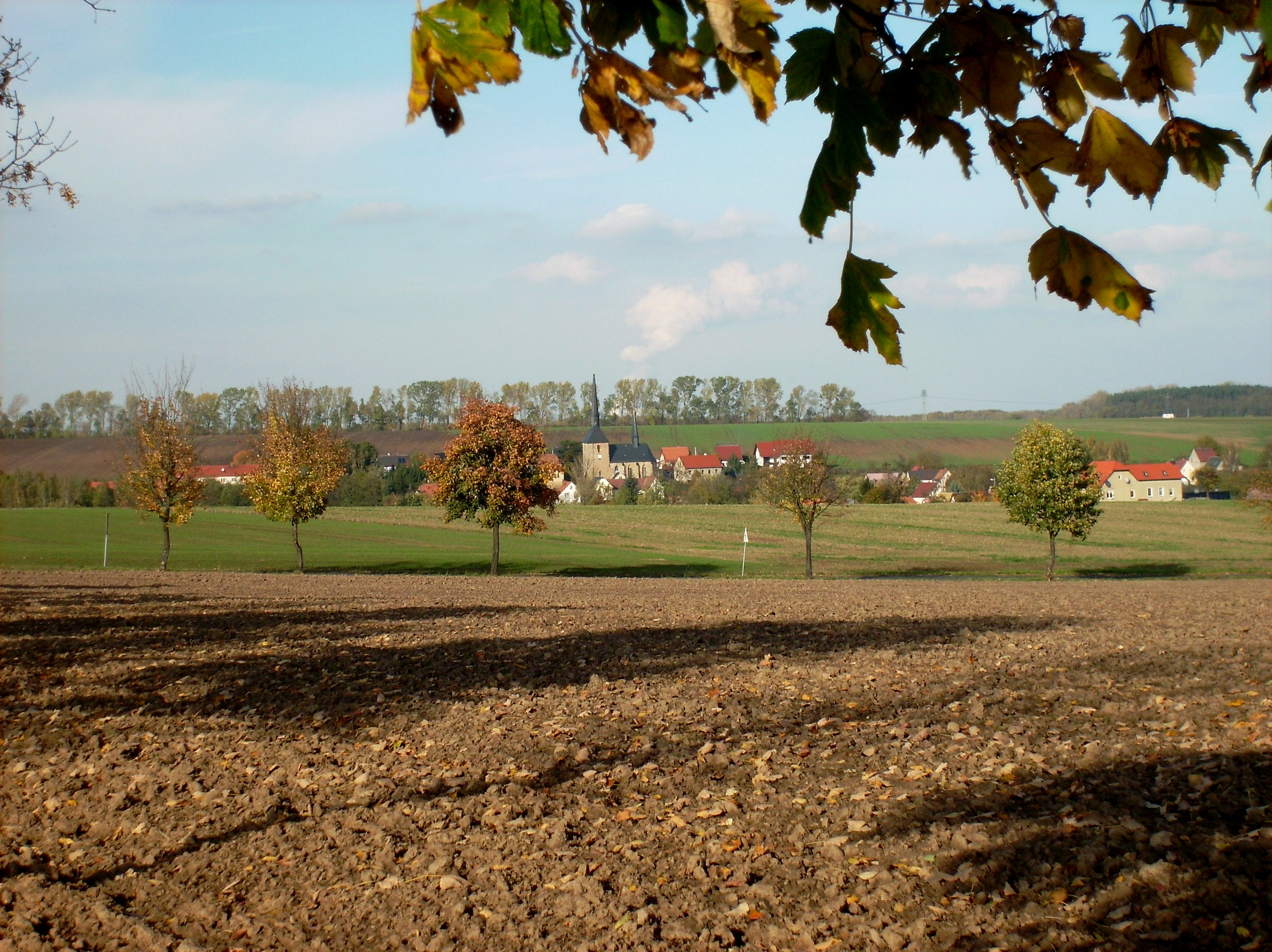
Вид на Тегквиц из поля